# Григорій Марія Грассі
Григорій Марія Грассі (італ. Gregorio Maria Grassi; 13 грудня 1833 — 9 липня 1900) — католицький святий, францисканець, перший єпископ єпархії Тайюаня, мученик.

## Біографія
Народився 13 грудня 1833 у місті Кастеллаццо-Борміда в Італії. 2 листопада 1848 року вступив в чернечий орден францисканців. 17 серпня 1856 року висвячений на священика. У 1860 року Григорія Марію Грассі відправили на католицьку місію в Китай. Після прибуття в Тайюань став займатися благодійною діяльністю серед місцевих жителів, заснувавши сирітський притулок.
28 січня 1876 року Григорій Марія Грассі призначений титулярним єпископом Ортозії Фінікійської і допоміжним єпископом апостольського вікаріату провінції Шаньсі. Будучи єпископом, продовжив свою місіонерську діяльність, створивши семінарію в Тайюані і здійснюючи численні місіонерські поїздки по Китаю.
Під час боксерського повстання в 1899—1900 роках в Китаї відбувалися жорстокі гоніння на християн. За наказом губернатора провінції Шаньсі Юй Сяня Григорій Марія Грассі був заарештований разом з двома єпископами Франциском Фоголлою і Еліасом Факкіні, сімома черницями, сімома семінаристами і 10 мирянами.
9 липня 1900 року Григорій Марія Грассі був страчений з іншими 27 віруючими.

## Прославлення
Григорій Марія Грассі беатифікований 27 листопада 1946 року папою Пієм XII і канонізований 1 жовтня 2000 року папою Іваном Павлом II.
День пам'яті — 9 липня.